# Ettore Bortolotti
Ettore Bortolotti (Bologna, 6 marzo 1866 – Bologna, 17 febbraio 1947) è stato un matematico italiano.

## Biografia
Studiò all'Università di Bologna, laureandosi nel 1889. Divenuto assistente, lavorò a Bologna fino al 1891. In quell'anno fu assunto al liceo classico "Tommaso Campailla" di Modica. Dal 1892  portò avanti gli studi a Parigi e, nel 1893, fu assunto all'Università di Roma dove restò fino al 1900, anno in cui diventò professore di calcolo infinitesimale a Modena. Il suo insegnamento a Modena incluse anche analisi e meccanica razionale.
Bortolotti fu preside di facoltà a Modena nel 1913-14, poi diventò professore di geometria all'Università di Bologna dove rimase fino al ritiro nel 1936.
Bortolotti studiò inizialmente la topologia, ma poi si occupò di analisi, considerando il calcolo di differenze finite, le frazioni continue, la convergenza di algoritmi infiniti, la somma delle serie, il comportamento asintotico delle serie e integrali impropri.
Fu anche interessato alla storia dei matematici, studiando prima i manoscritti di Paolo Ruffini mentre era a Modena, e poi pubblicando i lavori completi di Ruffini. 
Scrisse il capitolo "Storia delle matematiche elementari" dell'Enciclopedia delle Matematiche Elementari e complementi (Vol. 3º, parte II, ed. Hoepli). Studiò anche i risultati dei calcoli di Evangelista Torricelli e difese la rivendicazione di Pietro Antonio Cataldi di aver scoperto le frazioni continue. Bortolotti studiò anche Leonardo Fibonacci, Scipione del Ferro, Niccolò Tartaglia, Girolamo Cardano, Lodovico Ferrari.
Nel 1929 Bortolotti pubblicò i libri 4 e 5 dell'Algebra di Rafael Bombelli.
Il figlio Enea fu anch'egli matematico e docente universitario.

## Opere
- Discorso inaugurale dell'anno accademico 1920-21 "Lo studio di Bologna ed il rinnovamento delle matematiche in Occidente. Archiviato il 4 marzo 2016 in Internet Archive." all'Università di Bologna.
- Lezioni di geometria analitica Bologna N. Zanchelli (1923)
- On metric connections with absolute parallelism, Proc. Kon. Akad. Wet. Amsterdam 30 (1927), 216-218.
- Reti di Cebiceff e sistemi coniugati nelle Vn riemanniane, Rend. Reale Acc. dei Lincei (6a) 5 (1927), 741-747.
- Stelle di congruenze e parallelismo assoluto: basi geometriche di una recente teoria di Einstein, Rend. Reale Acc. dei Lincei 9 (1929), 530-538.
- I primi algoritmi infiniti nelle opere dei matematici italiani del secolo XVII (1939)
- L'Opera geometrica di Evangelista Torricelli (1939)
- Le fonti della matematica moderna. Matematica sumerica e matematica babilonese (1940)
- Influenza del campo numerico sullo sviluppo delle teorie algebriche (1941)
- Il carteggio matematico di Giovanni Regiomontano con Giovanni Bianchini, Giacomo Speier e Cristiano Roder (1942)
- La pubblicazione delle opere e del carteggio matematico di Paolo Ruffini (1943)
- Il problema della tangente nell'opera geometrica di Evangelista Torricelli (1943)
- Le serie divergenti nel carteggio matematico di Paolo Ruffini (1944)
- Il carteggio matematico di Paolo Ruffini (1947)
- La storia della matematica nella Università di Bologna (1947)